# ГЕС Муконе 1
ГЕС Муконе 1 (італ. Centrale idroelettrica di Mucone 1)  — гідроелектростанція на півдні Італії в історичному регіоні Калабрія. Знаходячись вище за ГЕС Муконе 2, становить верхній ступінь у каскаді ГЕС, створеному в 1950—1955 роках на річці Муконе. Остання є правою притокою Краті,  що тече на схід і впадає в затоку Іонічного моря Таранто у муніципалітеті Терранова-да-Сібарі (саме її водами було затоплене давньогрецьке місто Сибаріс).
Накопичення ресурсу для роботи станції (та всього каскаду) здійснюється у водосховищі Чечіта об'ємом 108 млн м3 (корисний об’єм 107 млн м3), яке утримує арково-гравітаційна гребля висотою 55 метрів. З водосховища вода подається у прокладений через лівобережний гірський масив дериваційний тунель завдовжки 13,6 км з діаметром від 2,7 до 2,95 метра. На завершальному етапі він переходить у напірний водогін довжиною 0,7 км.
Машинний зал станції споруджений у підземному виконанні та обладнаний двома турбінами типу Пелтон потужністю по 55 МВт, які працюють при напорі 640 метрів.